# Аэд мак Айнмерех
Аэд мак Айнмерех (Айд мак Анмерех; др.‑ирл. Áed mac Ainmerech; погиб 10 января 598) — король Кенел Конайлл (будущего Тирконнелла; 569/586—598) и верховный король Ирландии (586—598) из Северных Уи Нейллов.

## Биография

### Происхождение
По данным трактата XII века «Banshenchas» («Об известных женщинах»), Аэд был сыном правителя Кенел Конайлл и верховного короля Ирландии Айнмере мак Сетная и лейнстерки Бригиты, дочери Кобтаха мак Айлелло из рода Уи Хеннселайг.

### Король Кенел Конайлл

#### Начало правления
По некоторым данным, после гибели отца, убитого в 569 году, Аэд мак Айнмерех получил власть над Кенел Конайлл. Однако, возможно, что он взошёл на престол только после смерти своего родича Баэтана мак Ниннедо, погибшего в 586 году. Титул же верховного короля Ирландии перешёл сначала к правителям Айлеха Баэтану мак Муйрхертайгу и Эохайду мак Домнайллу из рода Кенел Эогайн, а после их смерти в 572 году — к королю Баэтану. Последнего бо́льшая часть исследователей идентифицирует с Баэтаном мак Ниннедо, однако существует и мнение, что им мог быть король Ульстера Баэтан мак Кайрилл из рода Дал Фиатах.
Первое упоминание о Аэде мак Айнмерехе в ирландских анналах относится к 570 году, когда он казнил убийцу своего отца Фергуса мак Нейллена.

#### Собрание в Друим Кете
В написанном на рубеже VII и VIII веков Адамнаном житии Колумбы сообщается о том, что по инициативе этого святого в Друим Кете состоялась встреча ирландских и британских правителей и представителей духовенства. В том числе, в ней участвовали верховный король Ирландии Аэд мак Айнмерех со своим сыном Домналлом и король Дал Риады Айдан. Вероятно, обоих королей сопровождали члены свиты, включая одного знатного заложника короля Аэда и святого Комгалла. Здесь было заключено соглашение о неподвластности верховным королям Ирландии британских земель Дал Риады. В обмен Айдан соглашался на подчинение Аэду своих ирландских владений, а также обязывался предоставлять тому свой флот для борьбы с его врагами, в первую очередь, с ульстерцами. Следствием этого решения было создание коалиции королей Аэда и Айдана, направленной против правителя Ульстера Баэтана мак Кайрилла, стремившегося к подчинению своей власти ирландских земель Дал Риады. На собрании также было принято решение, подтверждавшее право верховного короля Аэда отстаивать свои интересы в южно-ирландских Мунстере и Осрайге. Среди других вопросов, обсуждённых в Друим Кете, было и предложение Аэда изгнать из Ирландии всех филидов.
«Анналы Ульстера» датируют собрание в Друим Кете 575 годом, временем, когда Аэд ещё не был верховным королём Ирландии. Однако, возможно, эта датировка ошибочна, и собрание могло состояться и около 587 года, как о том сообщают «Анналы Клонмакнойса». Предполагается, что в пользу такой версии может свидетельствовать и сообщение «Анналов Ульстера», упоминающее о смерти Баэтана мак Кайрилла как в записях о событиях 581 года, так и в записях 587 года. Точно известно лишь то, что собрание в Друим Кете не могло состояться позднее 597 года, даты смерти святого Колумбы.

#### Война с Айлехом
Вероятно, в 570-х—580-х годах Аэд мак Айнмерех был наиболее влиятельным правителем из числа Северных Уи Нейллов. Однако такое положение дел вызывало недовольство других ирландских властителей. Вероятно, это стало причиной войны, которую в 580 году Аэд вёл с королём Айлеха Колку мак Домнайллом. В сражении при Друим Мак Эрке войско Аэда одержало победу, а король Колку пал на поле боя.

### Верховный король Ирландии

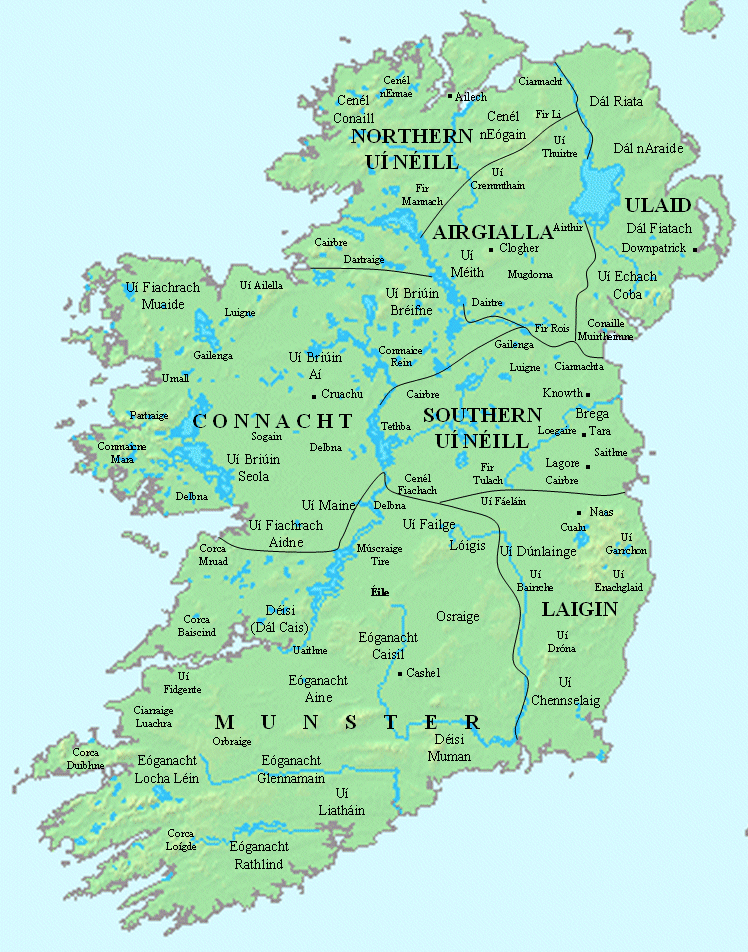
Ирландия в Раннее Средневековье

#### Получение титула
Согласно спискам верховных королей Ирландии, Аэд мак Айнмерех получил этот титул после кончины короля Баэтана. Анналы датируют это событие 586 годом, сообщая, что в этом году вблизи Лейма (в Эйхе) был убит король Тары Баэтан мак Ниннедо. Организатором убийства был правитель Миде Колман Младший, возможно, сам претендовавший на титул верховного короля.
Однако в средневековых исторических источниках содержится очень противоречивая информация о преемственности верховных королей Ирландии, владевших этим титулом во второй половине VII века. В наиболее древнем списке королей Тары, составленном в конце VII века, отсутствуют имена преемников убитого в 565 году Диармайта мак Кербайлла вплоть до Суибне Заики. Списки верховных королей, сохранившиеся в различных средневековых исторических источниках, относят дату вступления Аэда мак Айнмереха на престол Тары не только к периоду ранее смерти обоих Баэтанов (убитого в 586 году Баэтана мак Ниннедо и скончавшегося в 581 году Баэтана мак Кайрилла), но и ко времени до смерти в 572 году королей Баэтана мак Муйрхертайга и Эохайда мак Домнайлла. В трактате «Rawlinson B 502» сообщается о двадцати трёх годах владения Аэдом титулом верховного короля, в «Laud Synchronisms» — о двадцати пяти годах, в «Анналах четырёх мастеров» — о двадцати семи годах, а список королей Тары в «Лейнстерской книге» — о двадцати восьми годах. На основании этого ряд историков даже предполагает, что включение имён предшественников Аэда в списки королей Тары было ошибкой средневековых авторов, и в действительности ни Баэтан мак Муйрхертайг, ни Эохайд мак Домнайлл, ни Баэтан мак Ниннедо, ни Баэтан мак Кайрилл могли и не быть верховными королями Ирландии.
Возможно, что разногласия источников могут свидетельствовать о борьбе, которую в 570-х—580-х годах вели ирландские правители за обладание титулом верховного короля. Предполагается, что среди участников этих междоусобиц могли быть как Баэтан мак Ниннедо, так и Баэтан мак Кайрилл, о владении которыми престолом Тары в течение одного года сообщается в некоторых списках верховных королей Ирландии.

#### Укрепление власти
В 587 году Аэд мак Айнмерех разбил в сражении при Белах Дати короля Миде Колмана Младшего. Тот погиб на поле боя и, таким образом, Аэд отомстил Колману за организацию убийства своего предшественника на престоле Тары.
Исторические источники сообщают о покровительстве, котором Аэд мак Айнмерех оказывал святому Колумбе, своему двоюродному брату. Известно, что верховный король наделил землями основанный Колумбой монастырь в Дарроу. Также предполагается, что Аэд был заказчиком посмертной хвалебной песни, посвящённой памяти этого святого.
Анналы сообщают о целом ряде конфликтов, произошедших в 590-х годах между королём Ульстера Фиахной мак Баэтайном и другими ирландскими правителями. В 594 году король Ульстера одержал победу над кианнахтами Бреги, а в 597 году победил мунстерцев в сражении при Слиаб Куа. Такая активность Фиахны вне его владений могла быть вызвана отстаиванием им своих притязаний на титул верховного короля Ирландии, за который он, возможно, боролся в это время с Аэдом мак Айнмерехом. В средневековых источниках сохранилось предание, согласно которому при дворе короля Фиахны нашли убежище филиды, преследовавшиеся верховным королём Аэдом. Это событие сыграло значительную роль в том, что главными героями многих ирландских сказаний стали ульстерские уроженцы.

#### Война с Лейнстером
Однако главным противником Аэда мак Айнмереха в то время был не Фиахна мак Баэтайн, а король Лейнстера Брандуб мак Эхах из рода Уи Хеннселайг. Согласно анналам, поэме «Битва при Дун Болге» (др.‑ирл. Cath (Belaig) Duine Bolc), сохранившейся в составе «Жёлтой книги Лекана», и саге «Борома», причиной конфликта между Аэдом и Брандубом было намерение верховного короля получить с лейнстерцев традиционную дань скотом, которую правитель Лейнстера отказывался выплатить.
Вражда между двумя правителями ещё более усугубилась, когда в 597 году по приказу Брандуба в селении Дун Бухат был убит сын короля Аэда Куммасках. Поводом для убийства анналы называют требование совершавшего «княжеский объезд» Куммаскаха провести ночь с женой короля Лейнстера. В основе этого притязания лежал древний ирландский обычай, согласно которому, при посещении своего данника верховный король имел право на близость с его супругой.
В ответ Аэд мак Айнмерех совершил поход в Лейнстер, намереваясь отомстить Брандубу мак Эхаху за убийство своего сына. В этом походе верховного короля сопровождали айргиалльцы во главе со своим королём Бекком мак Куанахом. Опустошая всё на своём пути, войско Аэда и Бекка дошло до окрестностей Донарда. Король Брандуб предпринял несколько попыток примириться с Аэдом, используя в качестве посредника епископа Айдана из Глендалоха. Однако все его усилия заключить мир оказались безуспешными.
В результате, в «четвёртые иды января» (10 января) 598 года армия Аэда мак Айнмереха и войско лейнстерцев сошлись в битве у селения Дун Болг (современный Дуйнбойк в графстве Уиклоу). В этом сражении войско верховного короля потерпело сокрушительное поражение. Аэд, Бекк мак Куанах и многие знатные лица пали на поле боя. Согласно преданиям, лейнстерцы хитростью одержали победу над Аэдом: проникнув в лагерь верховного короля под предлогом доставки провизии, воины Брандуба внезапно напали на своих ничего не подозревавших врагов и одержали над ними решительную победу. Успех в битве при Дун Болге не только позволил Брандубу мак Эхаху остановить экспансию Уи Нейллов на лейнстерские земли, но и отвоевать некоторые утерянные ранее территории.
После гибели Аэда мак Айнмереха престол Кенел Конайлл унаследовал его сын Коналл Ку мак Аэдо, а новыми верховными королями Ирландии стали король Бреги Аэд Слане и король Айлеха Колман Вычислитель, совместно владевшие этим титулом.

### Семья
Аэд мак Айнмерех был женат на Ланн, дочери Аэда Гуайре из септа Уи Мак Кайртинн. Детьми от этого брака были Коналл Ку мак Аэдо, Маэл Кобо мак Аэдо, Домналл мак Аэдо, Куммасках (погиб в 597) и Крундмаэл. Из них два, Маэл Кобо и Домналл, также как и их отец были верховными королями Ирландии.